# Negroni
Negroni este un cocktail, format din părți egale de gin, vermut rosso (roșu, semidulce) și Campari, servit în general peste gheață și de obicei garnisit cu o felie sau coajă de portocală. Este considerat un aperitiv.
Băutura a fost documentată în Italia la sfârșitul anilor 1940 și a devenit populară în anii 1950, dar originea este incertă, iar rețetele timpurii diferă oarecum de standardul modern. Rețeta de bază – un cocktail în părți egale din aceste trei ingrediente – este înregistrată pentru prima dată în cărțile de cocktailuri franceze de la sfârșitul anilor 1920, alături de multe băuturi similare; în Italia, o băutură lungă din vermut și Campari în părți egale (dar fără gin), acoperit cu sifon și servit cu gheață, există încă din anii 1800 sub denumirile Milano–Torino sau Americano. Există afirmații despre băuturi italiene sub numele de „Negroni” care conțin gin din 1919, deși acestea diferă semnificativ de băutura modernă; a se vedea § Istorie pentru detalii.

## Tehnică

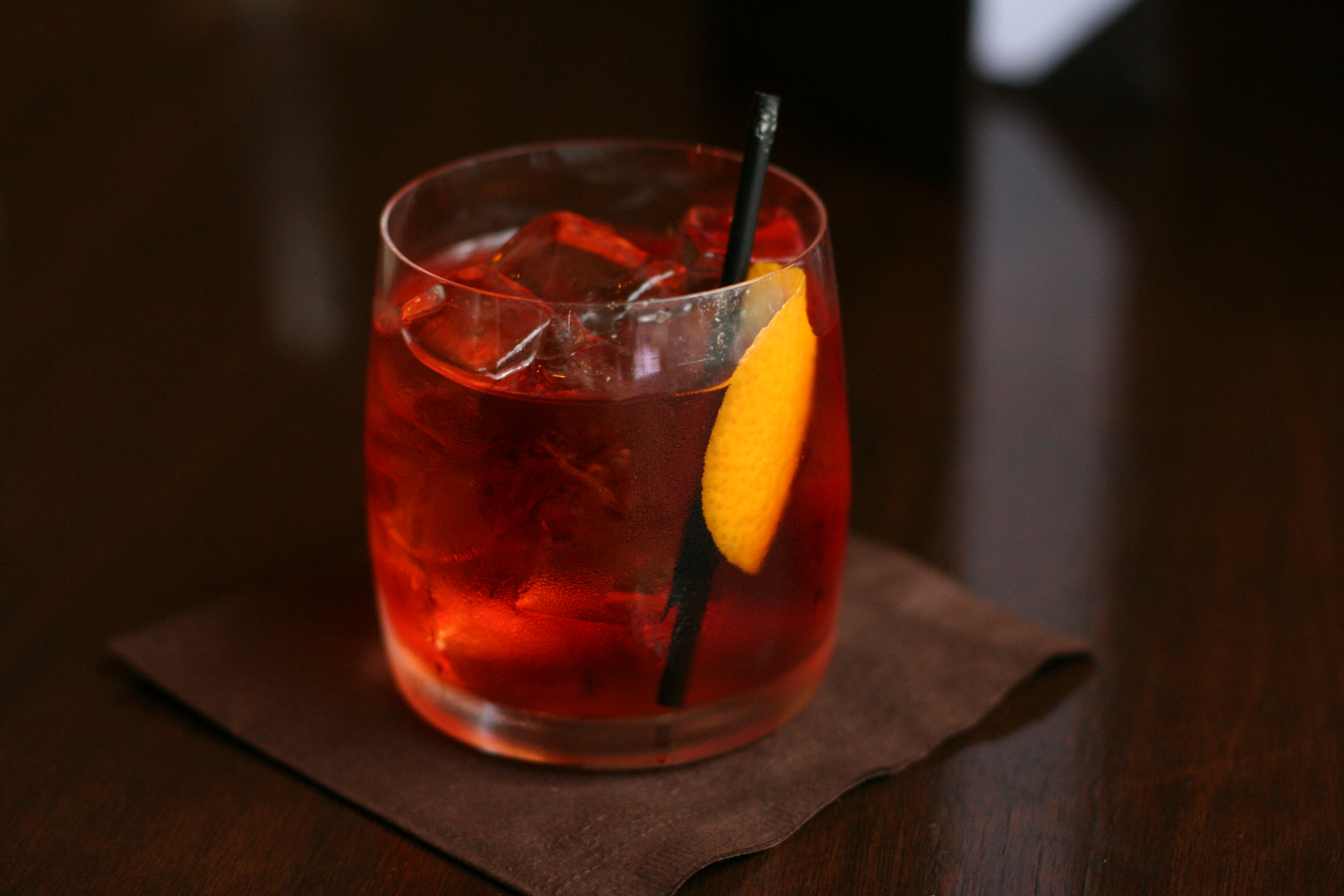
Adesea ornat cu o coajă de portocală.

Rețeta IBA pentru negroni precizează că acesta să fie preparat peste gheață într-un pahar old-fashioned sau rocks și ornat cu o felie de portocală, asemănător cu un old fashioned sau spritz (scurt, fără sifon).
Variațiile obișnuite includ utilizarea unei coji de portocală (sau coajă de lămâie) în locul unei felii de portocală (în special în afara Italiei), amestecarea, apoi turnarea peste gheață și, uneori, amestecarea și servirea directă.

## Istorie
Originile băuturii nu sunt cunoscute cu certitudine și trebuie distinsă rețeta modernă (un cocktail în părți egale de gin, vermut rosso și Campari, servit cu gheață) de numele „negroni”. A se vedea sondajele Wondrich (2019) și Difford.
Pentru a rezuma, dovezile documentare sunt în concordanță cu băutura care a apărut ca un cocktail scurt în stil american în Franța anilor 1920, la fel ca contemporanul său bine documentat, old pal (și cocktailuri similare, cum ar fi boulevardier), cea mai populară perioadă a sa fiind în anii 1930 și începutul anilor 1940 ca băutură 2:1:1, servită direct, numită Campariete. În sfârșitul anilor 1940, băutura scurtă a primit numele de negroni de la o băutură italiană lungă și similară, din vermut și sifon, cu cantități mici de Campari și gin, servită peste gheață; sau de la o variantă a Milano-Torino sau Americano, din părți egale de vermut și Campari, cu o cantitate mică de gin, plus sifon, servită peste gheață.
La mijlocul anilor 1950, numele preferat era „negroni”, iar raportul preferat era 1:1:1, servit peste gheață, dar fără sifon.

### Rețetă
Cea mai veche atestare cunoscută a unei băuturi cu aceleași ingrediente și proporții (1:1:1) ca și rețeta modernă este din cartea franceză de cocktailuri Alimbau & Milhorat (1929), unde este denumită „Campari Mixte”, iar reteta este data ca:
Dans un shaker, avec de la glace en morceaux, un tiers de Campari, un tiers de Gin, un tiers de Vermouth italien, bien mélanger et servir avec un zeste de citron.
Într-un shaker, cu bucățele de gheață, o treime de Campari, o treime de gin, o treime de vermut italian, se amestecă bine și se servește cu o coajă de lamaie.
Aceasta diferă de rețeta modernă IBA în câteva privințe: este agitată, nu construită; se presupune că este servit direct în sus (implicit pentru cocktailuri), nu în jos pe stânci; și se ornează cu o întorsătură de lămâie, nu cu o felie de portocală. Toate acestea îl fac mai aproape de un cocktail standard în stil american decât de o băutură în stil italian.
O rețetă similară de gin, vermut și Campari 2:1:1 este atestată în cartea pariziană Thenon (1929) sub numele de „Camparinete”, unde este creditată lui Albert de la [Hôtel] Chatam (hotel Chatham) și specifică Vermut marca Cora și coajă de lămâie. Aceeași carte îl creditează pe Albert din barul Chatham cu Rose, deși acest lucru este atestat cu ani mai devreme de un alt barman de la același bar, așa că nu este clar dacă Albert a creat această variantă a băuturii sau pur și simplu a reprezentat barul în această colecție.
Această băutură este listată în numeroase cărți de cocktailuri americane, franceze și spaniole din anii 1930 și 1940, inclusiv în Boothby (1934, p. 139) (agitați, răsuciți coajă de lămâie deasupra), Brucart (1943) și Ghidul barmanului a lui Trader Vic (1947). Brucart (1943) atribuie băutura lui Albert de Chatam, Paris (probabil de la Thenon (1929)) și specifică că trebuie agitată și servită (într-un pahar de tip coupe). La Brucart (1949), acest cocktail 2:1:1 este denumit „Cocktail-Negroni” și este dat ca:
Negroni-Cocktail
¼ de vermut italiano, 2/4 de Campari, ¼ de Gin.
¼ vermut italian, 2/4 Campari, ¼ gin.
În remarcabil, Brucart se referă la aceeași rețetă drept „Campariete” în 1943 și „Negroni” în 1949, atașând un nou nume unei băuturi existente.
Nu există o rețetă cunoscută pentru un „negroni” sau o băutură în părți egale de gin, vermut și Campari în cărțile italiene de cocktailuri înainte de anii 1940. De exemplu, enciclopedia Grassi (1936) conține 1000 de rețete, inclusiv câteva cu Campari (două versiuni ale Milano-Torino și o duzină de versiuni ale Americano), dar nicio băutură negroni sau gin/vermut/Campari.
Cea mai veche rețetă cunoscută pentru un „negroni” într-un text italian este în Gandiglio (1947), unde este dată astfel:
Nel bicchiere de acqua: un pezzo di ghiacco - ⅓ Bitter Campari - ⅓ Vermouth Grassotti rosso - ⅓ Gin - 1 buccia d'arancia; servite con del selz.
Într-un pahar de apă: o bucată de gheață - ⅓ Campari Bitters - ⅓ Vermut Grassotti roșu - ⅓ Gin - 1 coajă de portocală; se serveste cu seltzer.
Aceasta diferă de rețeta modernă prin faptul că este mai degrabă o băutură lungă, servită cu seltzer, decât o băutură scurtă; și fiind mai degrabă ornată cu o coajă, decât cu o felie de portocală. Este similară cu băutura modernă (și diferă de rețetele franceze anterioare) prin faptul că este preparată și servită cu gheață, în loc să fie agitată sau amestecată și servită fără gheață.
Același text include o variantă, „Asmara o Negroni” (Asmara sau Negroni), care face referire la orașul Asmara, (pe atunci fosta) capitală a Eritreei Italiene, cu rețeta mai apropiată de un martini, doar cu Campari ca bitter (și răsucirea unei portocale în loc de răsucirea unei lămâi):
Nel mixing-glass: qualche goccia di Bitter Campari - ⅔ Gordon Gin - ⅓ Vermouth Grassotti bianco - buccia d'arancia; scuotete bene e servite nel Cocktail-glass n. 8.
Într-un pahar de mixare: câteva picături de Campari Bitter - ⅔ Gordon Gin - ⅓ Vermut Grassotti alb - coajă de portocală; se agită bine și se servește într-un pahar de cocktail n. 8 [numărul 8].
Un cocktail în părți egale numit „Negroni” este atestat în textul britanic UKBG (1953), unde rețeta este dată astfel:
Negroni
1/3 Gin dry.
1/3 Vermut dulce.
1/3 Campari Bitters.
Se amestecă și se strecoară.
Adăugați o de coajă de lămâie răsucită.
Acesta este aproape identic cu "Campari Mixte" (1929), cu excepția faptului că este amestecat, nu agitat. Totuși, diferă de negroni-ul modern prin faptul că este amestecat, nu preparat direct în pahar; implicit servit direct, nu cu gheață; și este decorat cu coajă de lămâie, nu cu o felie de portocală.

### În cultura populară
Primele relatări în limba engleză provin de la călători care au vizitat Italia și regiunea mediteraneană și descriu o băutură lungă pe bază de vermut și sifon, cu adăugarea unor cantități mici de Campari, gin și uneori bitter Angostura, similară cu un Spritz⁠(d) pe bază de vermut.
Una dintre primele relatări despre o băutură cu numele „Negroni” a venit de la Orson Welles, în corespondență cu Coshocton Tribune, în timp ce lucra în Roma la Cagliostro în 1947, unde a descris o nouă băutură numită Negroni: „Bitter-urile sunt excelente pentru ficatul tău, ginul este rău pentru tine. Se echilibrează unul pe celălalt.”.
Mai târziu, descrieri mai detaliate sunt date în Horace Sutton, Footloose in Italy (1950) și Rupert Croft-Cooke, Tangerine House (1956, p. 108), care oferă următoarea descriere:
Se agită un strop de Angostura peste un bulgăre de gheață într-un pahar mare, se adaugă aproximativ o linguriță de bitter Campari, un pahar de vin plin cu vermut, puțin gin, o răzuire a unei coji de lămâie, apoi se umple cu sifon.

### Nume
Numele "Negroni" este un nume de familie de origine italiană/corsicană, iar băutura este probabil numită după o persoană cu acest nume. Numeroase persoane susțin că au inventat cocktailul sau că l-au denumit după ei, deși acestea nu au surse contemporane.
Cea mai răspândită relatare este că a fost preparat pentru prima dată în Florența, Italia, în 1919, la Caffè Casoni (acum Caffè Giacosa), pe Via de' Tornabuoni, de către barmanul Fosco Scarselli, pentru clientul său, contele Camillo Negroni; a se vedea Picchi (2002). Povestea de origine comună este că a fost inventată de un membru al familiei Negroni, care i-a cerut barmanului⁠(d) să întărească Americano-ul prin adăugarea de gin, în loc de sifonul obișnuit. Barmanul a adăugat, de asemenea, un garnish de portocale, mai degrabă decât garnish-ul tipic de lămâie din Americano, pentru a semnifica că era o băutură diferită. Istoricul de cocktailuri David Wondrich a cercetat viața lui Camillo Negroni, al cărui statut de conte este discutabil, însă bunicul său, Luigi Negroni, a fost într-adevăr un conte.
O poveste neplauzibilă este că a fost inventat de Pascal Olivier de Negroni, conte de Negroni în 1857 în Senegal; aceasta a fost vehiculată de descendenții săi și este imposibil, întrucât Campari nu a existat până în 1860. Un articol Corse-Matin Sunday Edition din 1980 spune că acesta a inventat băutura în jurul anului 1914; ceea ce este din nou imposibil, deoarece a murit în 1913.
O persoană neînrudită, Cavaliere (Cavalerul) Guglielmo Negroni, a fondat Negroni Distillerie în Treviso, Italia în 1919, și a produs un amaro roșu, acum vândut ca Old 1919 (Antico Negroni 1919). Nu există dovezi că acest lucru este legat de cocktailul modern pe bază de Campari.

### Precursori
Andrew Willett crede că această băutură își are originea în San Francisco, unde Campari a fost importat pentru prima dată în Statele Unite (probabil datorită populației italo-americane din North Beach, San Francisco), între 1904 (când Campari a început să fie produs în masă) și 1920 (când a început prohibiția) ca o modificare a martini-ului, înlocuind bitter-ul de portocale cu Campari. Ca și martini, această băutură constă din ingrediente italiene (vermut, Campari) amestecate cu gin într-un cocktail în stil american. El găsește originea italiană neplauzibilă, deoarece la acea vreme cocktailurile pe bază de băuturi spirtoase populare în Statele Unite nu erau făcute în Italia; au fost considerate stil american, așa cum se vede în American Bar (Londra, 1893), Harry's New York Bar (Paris, 1911) și Harry's Bar (Veneția, 1931).

## Variante

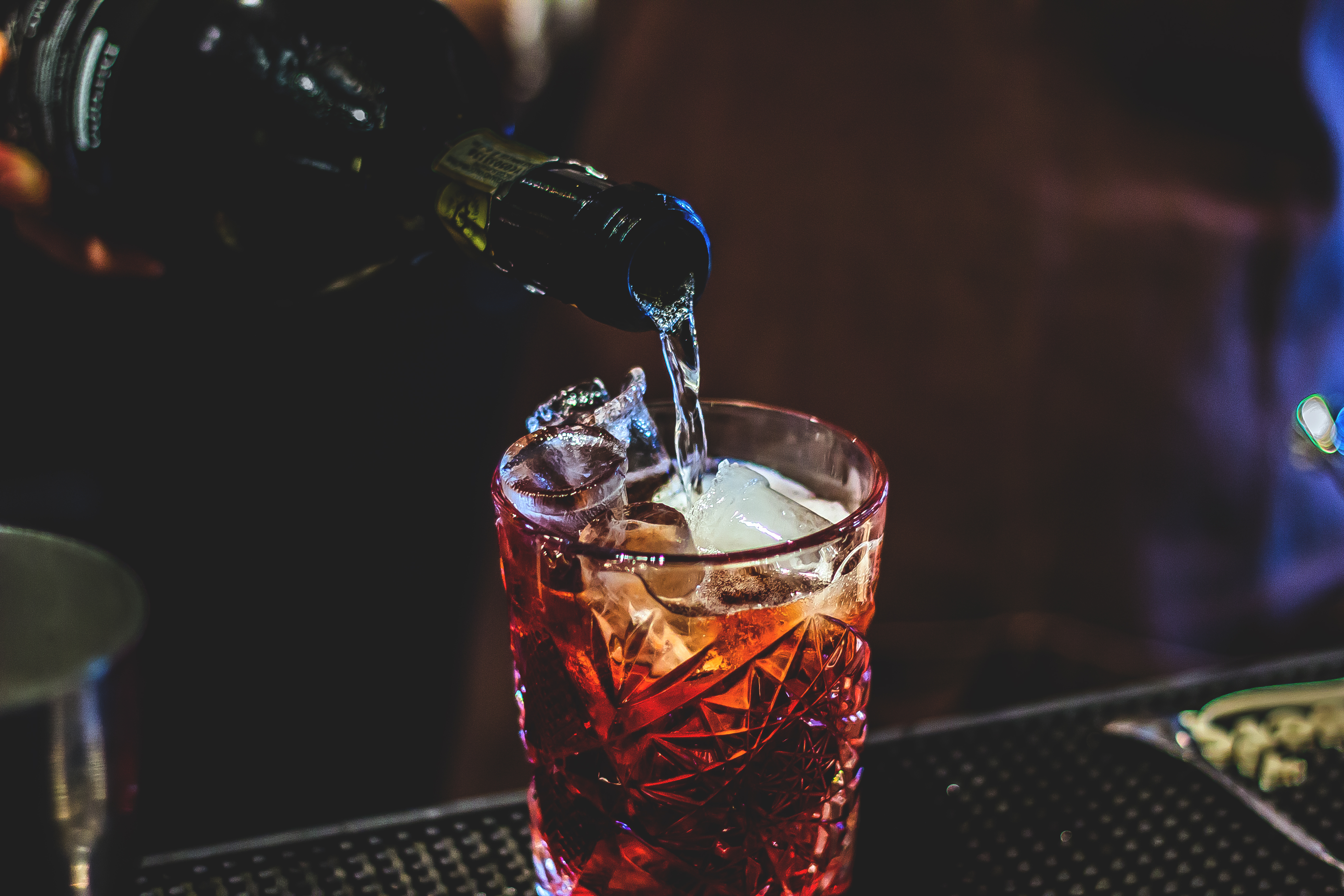
Negroni sbagliato

- Pepperoni: Folosește Dr. Pepper în loc de vermut dulce[22]
- Aperol negroni: folosește Aperol în loc de Campari[23]
- Negroni olandez: folosește Jenever în loc de ginul dry Londonez[24]
- Negroni sbagliato  (italiană: [neˈɡroːni zbaʎˈʎaːto];„negroni greșit”): folosește vin alb spumant sau Prosecco (spumante) în loc de gin[25][26][27]
- Negroscan: o băutură din New Hampshire care folosește akvavit tradițional scandinav în loc de gin[28]
- Agavoni sau Tegroni: folosește tequila în loc de gin.[29]
- Negroni alb: gin, Lillet blanc și Suze[30]
- Negroni neobișnuit: gin, Aperol și Lillet blanc[31]
- Negroni servit cu un strop de suc de portocale proaspăt stors a fost numit negroni malato ("negroni bolnav") la Bar Piccolino din Exchange Square, Londra, în timpul crizei financiare din 2007, de către bancherii italieni angajați la birourile RBS din apropiere.[32]
- Pisco negroni: folosește pisco în loc de gin.[33]
- National negroni: folosește lichior chilian pe bază de plante araucano în loc de gin.[34]

## Cocktailuri similare
- Boulevard – whisky bourbon în loc de gin, 3:2:2 în loc de părți egale (1:1:1), servit direct cu o portocală răsucită
- Old Pal – whisky de secară în loc de gin, vermut dry în loc de vermut rosso (dulce), servit direct cu o portocală răsucită